# 普拉特鎮區 (內布拉斯加州水牛縣)
普拉特鎮區（英語：Platte Township）是位於美國內布拉斯加州水牛縣的一個行政鎮區。

## 地方資料
普拉特鎮區的面積為65.97平方千米，當中陸地面積為60.23平方千米，而水域面積為5.74平方千米。根據2020年美國人口普查的數據，當地共有人口294人，而人口密度為每平方千米4.46人。